# Nabereschnaja-Turm

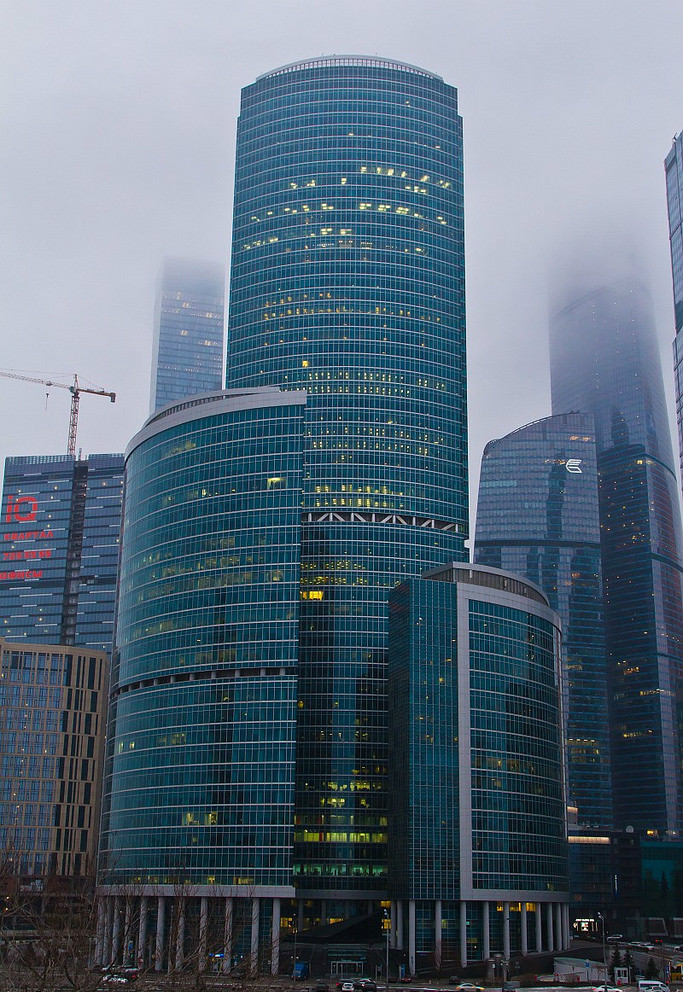
Nabereschnaja-Turm

Nabereschnaja-Turm (russisch Башня на Набережной Baschnja na Nabereschnoi, deutsch ‚Turm an der Ufer[straße]‘) ist ein Bürokomplex in Moskau.
Er besteht aus drei Bürogebäuden, die über ein gemeinsames Fundament miteinander verbunden sind und umfasst etwa 150.000 Quadratmeter Mietfläche für Büros und Einzelhandel. Die Gebäude befinden sich auf Planquadrat zehn des Internationalen Geschäftszentrums Moskau City an der Nabereschnaja Uliza (Uferstraße).
- Block A hat eine Höhe von 85 Metern und besitzt 17 Etagen. Er wurde 2004 fertiggestellt
- Block B hat eine Höhe von 127 Metern und besitzt 27 Etagen. Er wurde 2005 fertiggestellt
- Block C hat eine Höhe von 268,4 Metern und besitzt 59 Etagen. Er wurde 2007 fertiggestellt. Damit war er bis zur Fertigstellung des Capital City Moscow Towers 2009 der höchste Wolkenkratzer in Europa.

## Mieter
Der Komplex wird vor allem von internationalen Großunternehmen genutzt:
- IBM hat Flächen von 11.021 m² angemietet, Blöcke A und B
- GE Healthcare LLC, Block А
- Citibank, Bürofläche über 3.000 m², Blöcke B und C
- Nortel, Bürofläche 1.700 m², Block A
- Alcoa, Bürofläche 1.501 m², Block A
- Eli Lilly, Bürofläche 1.500 m², Block A
- Bunge Limited, Bürofläche 1.168 m², Block A
- Standard Bank, Block C
- KPMG, Block C
- Oracle, Block C
- Q-tec, Block C
- Toshiba
- Mitsui, Block B
- E.ON AG
- Lucent Technologies, Block A

## Baufortschritt

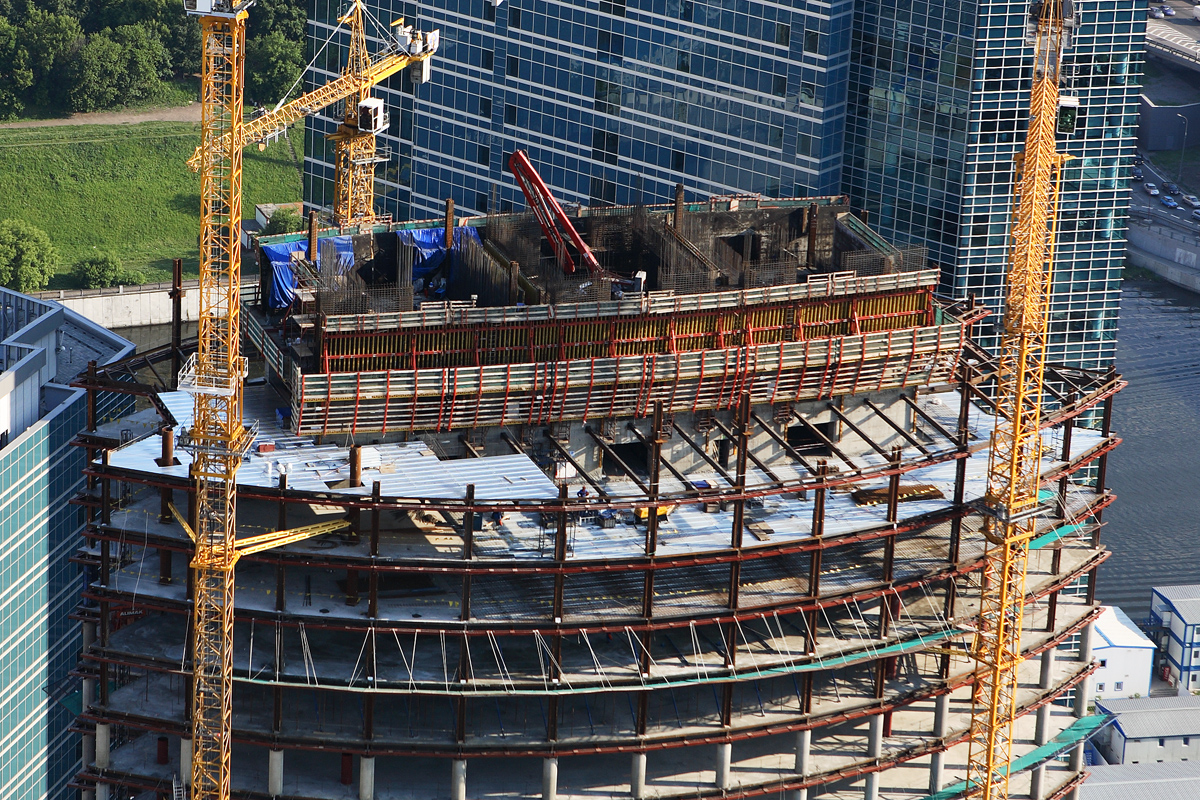
Turm C am 20. Juni 2006
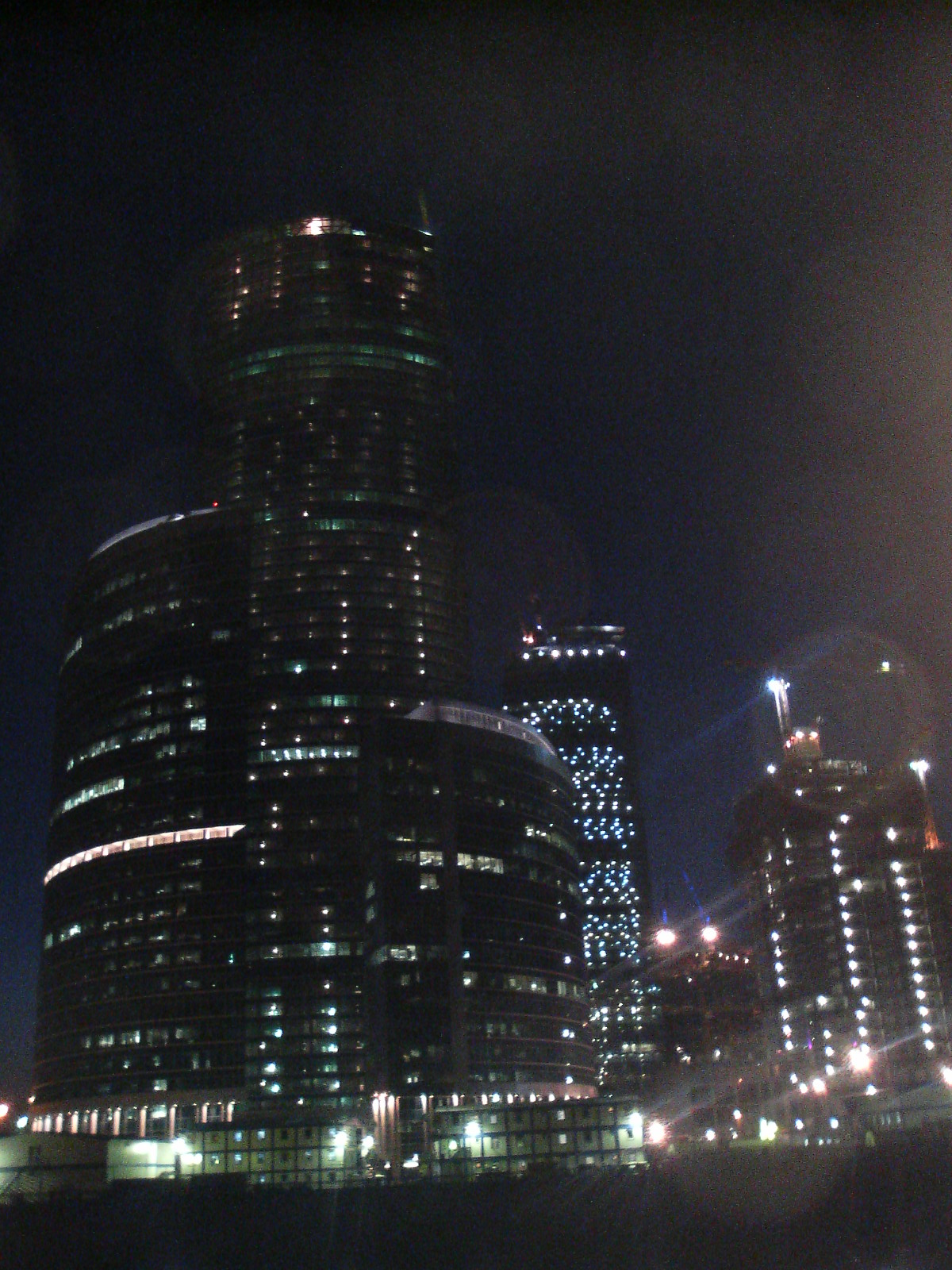
26. Mai 2007